# 少女☆歌劇 レヴュースタァライト
『少女☆歌劇 レヴュースタァライト』（しょうじょかげき レヴュースタァライト）は、ブシロードとネルケプランニングによる日本のメディアミックス作品。略称は、スタァライト。『レヴュースタァライト』の英語表記は、revuestarlightである（語義の詳細は#用語を参照。）。

## 概要
「ミュージカル」と「アニメ」が相互にリンクし合い、展開していく新感覚ライブエンターテインメントと銘打って、2017年4月30日に発表された。本作の企画を立ち上げた木谷高明によると、本作はミュージカルが原作となり、またミュージカルの主要キャストがそのままアニメ版等での声優を担当するという形式を取っており、漫画やアニメ、ゲームを原作とし、基本的にアニメ版等での担当声優以外の舞台系俳優によって演じられる2.5次元ミュージカルとは異なっている。主要キャスト9名（スタァライト九九組）は、プロジェクト開始時点で、全員元々舞台・ミュージカル俳優としての経験が少なからずあった一方で、うち数名はそれまで声優経験が一切無く、このことからミュージカルに軸足を置いてキャスティングをしたことが分かる。
メディアミックス展開としては、ミュージカルに先行する形で2017年6月よりWeb連載を開始、同年9月よりミュージカルが公演され、2018年にコミカライズ、同年7月よりテレビアニメが放送開始。同年10月よりスマートフォンのiOS・Android用ゲームアプリ『少女☆歌劇 レヴュースタァライト -Re LIVE-』が配信開始。
関連番組として、2017年8月11日よりインターネット番組『少女☆歌劇 レヴュースタァライト 聖翔音楽学園 放送局』、2018年4月9日よりラジオ『少女☆歌劇 ラジオスタァライト』が放送中。2018年3月31日にはTOKYO MXにて特別番組『少女☆歌劇 レヴュースタァライト ～素顔の舞台少女たち～』が放送され、同番組は『舞台 少女☆歌劇 レヴュースタァライト -THE LIVE- SHOW MUST GO ON』ゲーマーズ限定版コミックス第1巻付属DVDに収録された。
また、メインキャスト9名によるユニット「スタァライト九九組」として音楽活動を行っている。

### 企画の始まり
ブシロードは、永らく2.5次元ミュージカルを展開しているネルケプランニングとタッグを組み、2016年にブシロード自社コンテンツ「カードファイト!! ヴァンガード」を『舞台「カードファイト!! ヴァンガード」〜バーチャル・ステージ〜』として上演した。
そんな中、ブシロード代表の木谷高明が、2.5次元ミュージカル出演俳優の声とアニメ版出演声優の声の違いに違和感を感じ、ネルケプランニング代表の松田誠に「2.5次元ミュージカルの逆をやろう」「舞台役者と声優を完全一致させることで、これまでと全く違うものを作ろう」と提案し、プロジェクトがスタートした。また、演劇観覧が少ないとされる男性客を取り込む狙いもある。
キャスティングは、2016年に一般公募オーデイションの形で選考された。ただし、少なくとも準主役である神楽ひかり役の三森すずこは木谷からの事前指名である。ブシロードグループの響に所属し、舞台俳優と声優両方の経歴を合わせ持つ三森をプロジェクトの中心に立たせることで、観客を誘導するアイコンの役割を担わせている。また、三森はメインキャストの中で最年長のため、座長の愛城華恋役小山百代を下支えし、（特に初期は）メンバーを統率する役割も担っていた。

## あらすじ
国内有数の演劇学校、聖翔音楽学園。
この学園では1学年に１つ演目が割り振られ、学校行事である『聖翔祭』にて3年間上演することでその演目を洗練させていくという伝統があった。
2017年度入学の99期生の演目は戯曲:『スタァライト(原題:THE STARLIGHT GATHERER)』。
そして2018年春、早速2度目の聖翔祭に向けて準備を始めていた99期生に突如転校生が加わる。彼女の名は神楽ひかり。主人公・愛城華恋の幼馴染であり、12年ぶりにイギリスからの帰国を果たした彼女の登場は、華恋ら99期生の心に少なからず波紋を起こす。
そんな中、夕方に寮を抜け出したひかりを不思議に思った華恋が後を追うと、辿り着いたのは聖翔音楽学園。そこで見つけたのは見覚えのないエレベーター。
その行き先は謎の「地下劇場」。そこでは選ばれた舞台少女達が各々の覚悟を胸に「レヴューオーディション」に参加し、壮絶な決闘を繰り広げていた。

## 用語
聖翔音楽学園
未来の演劇界を担う才能を育成するために創られた、100年の歴史を持つ由緒正しい女学園。舞台俳優に必要な表現力を育む「俳優育成科」（A組）と、舞台の裏方を学ぶ「舞台創造科」（B組）に分かれる。倍率は50倍以上。
シークフェルト音楽学園
究極の舞台俳優育成をスローガンに世界規模で人材を集めている、名門の中高一貫音楽学院。ステラの祖母であるヴィクトリア・シークフェルトが理事長を務めている。創立60年の歴史を持ち、ドイツ演劇の流れを汲む舞台で聖翔音楽学園と凛明館女学校がトップに君臨していた演劇界に新風を巻き起こした。レッスンは厳しく、脱落する生徒も少なくない。毎年12月には歌劇『エリュシオン』の公演がある。その歌劇を演じる学院を代表する5人の生徒には『エーデル（気高き君）』の称号が贈られ、生徒会の運営も担当している。その体制はしばしば王国に例えられ、えりすぐりの優秀な生徒を他全員で輝かせ、選ばれた者はその責務として民のために尽くすという方針をとる。中等部は未来のエーデル候補『ロー・エーデルシュタイン』を育成する目的で設立され、1学年1クラス30人のみの少人数制を取っており、生徒は全員寄宿舎で生活している。
凛明館女学校
大和撫子の育成と活躍を志して創立され、聖翔と並ぶ伝統ある女学校。茶道、華道、書道、日本舞踊といった日本伝統芸能分野の教育を得意とし、扱う演目も日本の伝統を感じられるようなものを好む傾向がある。校訓は「強く・優しく・麗しく」。近年は校舎や設備も古くなっていて生徒数の減少が続いており、学科の統廃合が進められ演劇科は廃科の危機にあり、後に廃科は決定されたが、演劇同好会として今後も活動できるようになった。「桐花荘」という学生寮があり、文を除く4人の生徒はここで生活している。
フロンティア芸術学校
芸能分野における学生の才能開拓をモットーに設立された新設校。舞台表現コース以外にも、油彩、映像音響、写真、陶芸などのさまざまなコースがある。創立から日が浅いため、派手なイベントを開いたり最新技術を導入したりして生徒を確保しようとしている。校風も自由、開放的で、ジムやBBQ場といった学内設備も充実している。劇の演目もカウボーイや海賊など、のびのびと演じられるものを好む傾向がある。その反面、遊び半分で真剣味が足りない生徒が多いなどといったネガティブな評価も世間から受けている。
青嵐総合芸術院
創立30年ほどの学校で、聖翔と比べて歴史は浅いが、全国高校演劇選手権で優勝候補とされるなど高い実力を持つ。役者を育てる俳優育成科と裏方を育てる舞台創造科に分かれてそれぞれの道に特化した教育が行われる聖翔に対し、青嵐総合芸術院舞台学科ステージ専攻は役者と裏方が専攻として分かれることなく、全員がすべてのセクションを総合的に学ぶという特色を持つ。
スタァライト
古くより愛されている戯曲で、ミュージカルとして世界中で何度も上演されている名作。運命で結ばれた二人の少女・フローラとクレール、そして「塔」を守る6人の女神達が織りなす、美しくも哀しい物語。
舞台少女
舞台に魅了され、舞台に生かされている少女たちのこと。舞台に立つ度に新たな自分に生まれ変わり、未完成の情熱を燃やして「スタァ」を目指す。
ポジションゼロ
舞台のセンターポジションのこと。主役だけが立つことを許された、スポットライトの中心。
キラめき
舞台少女たちが持つ舞台への情熱・意欲
『スタリラ』では、「クライマックスACT」（必殺技）に必要なゲージとして数値化されており、MAXまで貯まることでクライマックスACT発動が可能となる。クライマックスACT発動中は2ターン続き、発動させていない舞台少女もステータスが上がるなどの特性が舞台少女毎に付けられている。更に2ターンの内に2人以上の舞台少女がクライマックスACTを発動させた場合は、ターン終了後に「みんなのキラめきをひとつに」を合言葉にクライマックスACTを行った舞台少女たちによる「フィニッシュACT」で追攻撃ができる。
レヴュー
選ばれた舞台少女だけが参加できる「オーディション」において行われる秘密の公演。最も強いキラめきを見せた舞台少女には、「トップスタァ」への道が開かれるという。「歌って、踊って、奪い合いましょう！」という謳い文句があり、意味するところは『敗者はキラめきを奪い取られる』ということであるが、参加者へは説明されていない。
一方で、キラめきを再び得ることを（真の）目的として、レヴューが行われている場合もあり、この場合は、相手と競い合いながら、思いの丈をぶつけ合いながら、自分の以前のキラめきを思い出して再会得している。
『スタリラ』では、舞台・アニメ版のような舞台少女同士の戦闘はストーリー上のみか他プレイヤーとの通信対戦「VSレヴュー」などに限られており、基本的にはプレイヤーが舞台少女をキャラクターとして操作してレヴューでバトルする相手は「コロス」という謎の生物であり、舞台少女が相手のように見える時もあるがそれはコロスが化けている偽物という扱いになっている（本物と比べ、影がかかって黒っぽくなっており、これは舞台#3で再現されている）。
アタシ再生産
キラめきを再び得て、改めて舞台少女として“生き返る”こと。
劇場版のとあるシーンでは、本当に死んでしまったある登場人物が、2つの意味で生き返った時に発動している。
『スタリラ』では、“情熱”というアイテムを一定数集め、これを行うことでレベル・絆レベルの限界値を突破させることができる（3周年で搭載された新機能）。
トップスタァ
オーディションで優勝し、勝者の証である星のティアラを手に入れた、運命の舞台に立つ者。
無限のキラめきを放ち、すべての才能を開花させ、時を超えて輝き続ける永遠の主役。自身が望むどんな舞台にも立つことができる。

## 登場人物
声はアニメ版の声優、演はミュージカル版の俳優。
愛城 華恋（あいじょう かれん）
声・演 - 小山百代
イメージカラー：レッド
本作の主人公。聖翔音楽学園第99期生2年A組→3年A組出席番号1番。いつも前向きで明るい性格。寝起きが非常に悪く、ルームメイトのまひるに起こしてもらっていた。熟語の言い間違いが多く、英語も苦手で中学生レベルの単語すら怪しい。
幼馴染のひかりの転入以後、「共にスタァを目指す」という約束を思い出し、自分で早起きして授業やレッスンにも人が変わったように熱心に取り組むようになる。
ひかり転入以前のループでのレヴューオーディションでは常に最下位だったため、ひかりが加わって開始された本編時間軸のオーディションでは参加者から外されていた。しかし偶然ひかりと純那のレヴューを目撃して飛び入ったことでキリンに参加者として認められ、数々の対戦を経て急成長する。
オーディション7日目終了時点でクロディーヌと同率の3位に入り、上位4人のタッグマッチ形式となった最終節ではひかりとペアを組んで真矢・クロディーヌのペアに勝利した。
使用武器はサーベル"Possibility of Puberty(思春期の可能性)"。
劇場版のエピローグによれば、聖翔卒業後は、舞台女優としてオーディションを受けていた（スタリラの『最期のセリフ Encore』の絆コメントでは「劇団に入って舞台に立っている」としている）。
神楽 ひかり（かぐら ひかり）
声・演 - 三森すずこ
イメージカラー：ブルー
聖翔音楽学園第99期生2年A組→3年A組出席番号29番。華恋の幼馴染。世界最高峰とされるイギリスの名門・王立演劇学院からの転入生。実力は確かなものでレッスン中はきりっとした態度を崩さないが、私生活はだらしなく部屋が非常に散らかっている。ミスターホワイトというシロクマのキャラクターが大のお気に入りで大小様々なグッズを所有している。プリンなどのプルプルした食べ物が苦手。左利き。
当初は後述の経緯から華恋のオーディション参加を妨害しようとしていたが、彼女の言葉に動かされ二人でのオーディション優勝を目指すようになる。7日目終了時点で2位に入り、最終節では華恋と組んで真矢・クロディーヌのペアを破った。
実は王立演劇学院でも行われていたレヴューオーディションの参加者であり、そこで敗れたために舞台への情熱＝「キラめき」を奪われ、それを取り戻すために聖翔に転入していたことがアニメ8話にて判明する。華恋の参加を認めなかったのは敗者に対するペナルティの存在を知っていたためであった。
使用武器はワイヤー付きの短剣"Caliculus Bright(つぼみの輝き)"。新体操のような動きでアクロバティックな戦闘を展開する。アニメ8話において「キラめきの再生産」を行った際に形状がより攻撃的に変化し、名称も"Blossom Bright"となった。
劇場版のエピローグでは唯一進路がはっきり表現されていない（ひかりが、九九組の面々に会いに行って近況確認している形のエピローグなため。ただ、ラストのななとのやり取りから王立演劇学園に戻っているようにも解釈できる）が、コンソールゲーム版では卒業前の時点で王立演劇学院に復学している。

天堂 真矢（てんどう まや）
声・演 - 富田麻帆
イメージカラー：グレー（ホワイト）
聖翔音楽学園第99期生2年A組→3年A組出席番号18番。第99期生首席。両親ともに高名なスタァ(父が舞台俳優で母がプリマドンナ)のサラブレッド。日々精進を怠らず、エリート揃いの聖翔においても他を圧倒する実力を誇る。「This is　〇〇」という口癖がある。ななの作るバウムクーヘンやまひるの実家から寮に届く芋が好物という年相応な一面も。レヴューの舞台装置には鳥のモチーフが頻繁に用いられる。アニメ10話にてフランス語も話せることが判明した。
アニメ3話にて華恋と対戦し、寄せ付けずに勝利する。その後も首位の座を譲らず、最終節のタッグマッチにクロディーヌとのペアで臨むが、華恋・ひかりのペアに逆転負けを喫した。
使用武器はレイピア"Odette the Mavericks(孤高のオデット)"。Odetteは「白鳥の湖」のヒロイン。しばしばMarvericksと書かれるがスペルミスである。
劇場版のエピローグによれば、聖翔卒業後は、新国立第一歌劇団にまひる、双葉とともに入団している。
星見 純那（ほしみ じゅんな）
声・演 - 佐藤日向
イメージカラー：ライトブルー
聖翔音楽学園第99期生2年A組→3年A組出席番号25番。学級委員長。進級後には第99代生徒会長を務める。博識な読書家で、たびたび偉人の言葉を会話に引用する。オーディション参加者の中では演劇の経験が少なく、朝一番での自主練など人一倍の努力でその差を埋めようとしている。
レヴューオーディション開幕節にてひかりと対戦し追い詰めるが、突如乱入してきた華恋に敗北。以後華恋に敵愾心を燃やしていたが、2節での再戦を経て和解し、互いに名前で呼び合うようになる。
使用武器は洋弓"翡翠弓"。曲射、跳弾、ステージギミックによる目くらましなどを駆使するクレバーな戦法をとる。矢は腰のあたりに隠れている矢筒から湧く。
劇場版のエピローグによれば、聖翔卒業後は、NYミュージカル&ドラマ  アカデミーに留学している。
露崎 まひる（つゆざき まひる）
声・演 - 岩田陽葵
イメージカラー：ライトグリーン
聖翔音楽学園第99期生2年A組→3年A組出席番号17番。華恋のルームメイト。引っ込み思案な性格。実家は北海道で、つゆざきファームという農場を経営している。スズダルキャットというキャラクターがお気に入り。野球観戦を趣味としており、レヴューでは野球をモチーフにした舞台装置を展開する。祖母に勧められるままバトンや音楽を始め、聖翔を受験する。入試では迷子になっていたところを華恋に助けられ知り合っている。
入学後、いつも前向きで明るい華恋に友情以上の感情を抱くようになるとともに、才能あふれる同級生たちに気圧されて自信を失くし、キラめいている華恋の世話を焼くことに自身の存在意義を求めるようになる。ひかりの転入後は華恋とひかりの関係に嫉妬心を燃えたぎらせていたが、華恋との対戦を経て初心を取り戻した。
使用武器はショートメイス"Love Judgement"。バトントワリングの技術で変則的な攻撃を繰り出す。
劇場版のエピローグによれば、聖翔卒業後は、新国立第一歌劇団に真矢、双葉とともに入団している。
大場 なな（だいば なな）
声・演 - 小泉萌香
イメージカラー：イエロー
聖翔音楽学園第99期生2年A組→3年A組出席番号15番。愛称は"ばなな"。純那のルームメイト。料理が得意な99期生皆のお母さん的存在で、頻繁に日常のワンシーンをスマホのカメラに収めている。アニメでは、演技だけでなく裏方にも興味を持ったとして、第100回聖翔祭「スタァライト」の脚本作りにも参加している。
主役になろうとはしないが、その実、天堂真矢をも超える実力を有する舞台少女であり、ひかりが転入してくる前のオーディションの優勝者。公立中学の弱小演劇部で部員が足りず活動できなかった経験から、99回聖翔祭で初めて皆で作り上げた舞台「スタァライト」を忘れられず、オーディション優勝特典としての〝運命の舞台〟に第99回聖翔祭「スタァライト」の再演を選択。その後優勝を重ねる度に何度も1年生の1年間をループさせ、第99回聖翔祭とそこに至るまでの学園生活を体験していた。アニメ本編となるループにおけるひかりの転入は彼女にとってのイレギュラーであり、初期から積極的に声をかけるなどして探りを入れている。
オーディション6日目にひかりと対戦し、優位に立つも窮地が彼女の覚醒を促してしまい敗北。続く7日目には華恋に敗れ、ループの維持に失敗した。
使用武器は大小2振りの日本刀"輪(めぐり)/舞(まい)"。片方だけで戦うこともある。
劇場版のエピローグによれば、聖翔卒業後は、王立演劇学院に留学している。
西條 クロディーヌ（さいじょう クロディーヌ、Claudine Saijo）
声・演 - 相羽あいな
イメージカラー：オレンジ
聖翔音楽学園第99期生2年A組→3年A組出席番号11番。第99期生次席。日本人の父とフランス人の母を持つハーフで、時折会話の中でフランス語が出る。演劇経験の長さは随一で、子役時代は天才子役の名声を得ていた。99期生の中では真矢に次ぐ実力を持ち、彼女をライバル視して常に彼女を超えることを目標にしている。裏では双葉のスタァへの情熱を認め、密かに指導していた。
アニメでは7日目までのクロディーヌのレヴューをメインに取り扱った回が1度もないが、裏カードとしてはほぼ毎回描写されている。7日目終了時点で華恋と同率の3位に入り、最終節では真矢と組むが華恋・ひかりのペアに敗れた。
使用武器は長剣"Etincelle de Fierte(誇りの火花)"。
劇場版のエピローグによれば、聖翔卒業後は、フランスのテアトル・ドゥ・フランムに入団している。
花柳 香子（はなやぎ かおるこ）
声・演 - 伊藤彩沙
イメージカラー：ピンク
聖翔音楽学園第99期生2年A組→3年A組出席番号22番。ルームメイトの双葉とは幼馴染で、"香子が世界で一番キラめくところを一番に見せる"という約束を幼少期に交わしている。日本舞踊の家元の孫娘だが、日舞以外の芸能にも興味を持って聖翔に入学する。京都府出身で、京言葉を喋る。「歩くのは疲れる」など、とにかく(自身にとって)面倒なことは全て嫌いという究極の面倒臭がり屋で、私生活は全面的に双葉に依存している。ねぎが苦手で、食事に出た場合は双葉の皿に移している。
恵まれた出自ではあるが前述の面倒臭がりと慢心癖がたたりオーディションで負け込んでいる。6話では第100回聖翔祭の第1回メインキャスト選抜で選ばれなかったことや双葉が独自に精進を重ねていることなどに不満を持ち、双葉の気を引くために京都に帰ることを宣言するが、その日のレヴューでの対戦を経て決意を新たにする。
使用武器は薙刀"水仙花"。くるくると舞うように回転しながら攻撃することが多い。
劇場版のエピローグによれば、聖翔卒業後は、京都に戻り、千華流第十二代「花柳彗仙」を襲名した。また、バイクに乗っているようだが、転倒させてしまい「双葉にはナイショやで」。
石動 双葉（いするぎ ふたば）
声・演 - 生田輝
イメージカラー：パープル
聖翔音楽学園第99期生2年A組→3年A組出席番号2番。香子の幼馴染。男勝りな性格で、小柄だが身体能力が高く殺陣が得意。香子に誘われる形で聖翔音楽学園に入学した。ほぼ常時彼女の世話係をしており、送迎のためだけにバイクの免許を取るほど。入学時の成績は最下位で、香子が独り立ちするまで面倒を見るだけのつもりであったが、次第にスタァにあこがれるようになり、密かにクロディーヌの指導を受けるなどして努力を重ね、「スタァライト」のキャストにも選ばれる。
香子とのレヴューで当初は優位に立つが、彼女の演技に騙されて主導権を奪われ、薙刀さばきの美しさに目を奪われたことで敗北する。
使用武器は柄が短いハルバード"Determinater"。
劇場版のエピローグによれば、聖翔卒業後は、まひる、真矢とともに新国立第一歌劇団に入団した。
キリン
声 - 津田健次郎
レヴューオーディションの開幕と閉幕を宣言するキリン。口は動かさないが言葉を話すことができ「わかります」が口癖。
舞台少女たちの「キラめき」やそれによって生まれる感動的な舞台を見たいがためにレヴューオーディションを開催しており、ひかりが所属していたイギリスの王立演劇学院でもオーディションを開催していた。その際、英語を話している。また、言葉を話す以外にもななの願いに応えて時間を巻き戻すなど不可思議な能力も有しており、その正体は不明。

### 舞台版の登場人物

#### 聖翔音楽学園
走駝 紗羽（そうだ さわ）
演 - 椎名へきる
舞台版に登場する聖翔音楽学園学年主任。舞台において幼少期の華恋とひかりが見た舞台「スタァライト」においてクレールを演じていたが、いまは舞台に立つことを辞めている。キリンに服従しており、舞台版では聖翔音楽学園におけるレヴューの責任者をつとめている。

烏丸 ウラ羅
演 - 真田怜臣
舞台版#1でのB組担任教師。

綿里 鶴子
演 - 小林風花
舞台版#1でのA組担任教師。

柳 さくら（やなぎ さくら）
演 - 髙橋果鈴
青嵐総合芸術院の柳小春の妹。聖翔音楽学園101期生 舞台創造科1年生。舞台美術家を志している。

白跳 レイラ
演 - 日向未来
聖翔音楽学園101期生 舞台創造科1年生。ダンスが得意。

進藤 波江
演 - 末永みゆ
聖翔音楽学園101期生 舞台創造科1年生。舞台照明を目指している。

#### 青嵐総合芸術院
『スタリラ』では、小春、涼、氷雨が2020年12月9日よりゲーム内に登場。
八雲 響子（やくも きょうこ）
演 - 小林由佳
青嵐総合芸術院教師であり、聖翔音楽学園76期生で走駝紗羽の後輩。第100回聖翔祭「スタァライト」を観劇し、青嵐でも「スタァライト」を演じるために聖翔に交流プログラムを持ちかける。

柳 小春（やなぎ こはる）
声・演 - 七木奏音
青嵐総合芸術院の天才と呼ばれ、天堂真矢に興味を持っていた。何を考えているのか読めないミステリアスな雰囲気を漂わせているが、心中にはひそかな闘志を秘めている。身内にはぽつりぽつりと喋り、外部の人間には常に敬語で滑稽なほど事務的な対応をする。役作りのための研究や努力は惜しまないが、若干物事を難しく考えすぎる一面があり、一人で抱え込んでしまいがちである。父は建築家で母は元アイドル。姉の二人と妹のさくらの五人家族。

南風 涼（みなせ すず）
声・演 - 佃井皆美
まひると同じ北知安中学校の出身で、チアリーディング部に所属していた。いつも周囲の注目の的になっているバトン部のまひるに憧れと嫉妬を抱き、ともに舞台に立つことを望む。高い運動能力を誇り、殺陣やアクションを得意としている一方、漢字の読み間違いが多いことから小春から漢字ドリルを渡されるなど勉強は苦手。友人などにあだ名をつける癖があるが、通学路でよく見かける犬に「イヌタロー」、愛城華恋に「華恋殿」、天堂真矢に「てんてん」など、センスは独特。

穂波 氷雨（ほなみ ひさめ）
声・演 - 門山葉子
ななと同じ第七中学校の出身で、合唱部に所属していた。物静かで礼儀正しく、口調も丁寧だが、かわいい洋服を着て喜ぶ等女の子らしさも見られる。一人しかいなかった演劇部のななに誘われたが、断ったためにななは一人で舞台’情熱が目覚めるとき’に立つことになった。実家は音楽家一家で、高い歌唱力を持つ。お嬢様育ちなのか若干世間知らずな面もある模様。

#### 唄島農業高校
松栄 美湖（まつえ みこ）
演 - 田中志奈
演劇部の部長。とある離島にあるこの高校は、在校生全員が演劇部に所属している。そんな大らかな環境の中、舞台に上がることを伸び伸びと楽しむ陽気な自然児。

#### 舞鳥女子高等学校
羽成 八津樹（はなれ やつき）
演 - 永利優妃
演劇部の部長で、荒削りだが実力は確か。憧れは同じ京都出身の聖翔音楽学園・花柳香子先輩。

### アニメ版の登場人物
ここに挙げている3人は、コンソールゲーム版（エルドラド）にも登場する。
櫻木 麗
声 - 名塚佳織
アニメ版でのA組担任教師。性格はかなり厳格。「伝説のしごき」を行うことから生徒たちからは恐れられている模様。生徒のことは苗字を呼び捨てで呼ぶ。
眞井霧子
声 - 篠宮あすか
聖翔音楽学園第99期生2年B組→3年B組（舞台創造科）在席。主に演出を担当する。
『スタリラ』にも登場する（音声無し）。
雨宮詩音
声 - 広瀬さや
聖翔音楽学園第99期生2年B組→3年B組（舞台創造科）在席。主に脚本を担当する。
『スタリラ』にも登場する（音声無し）。
『エルドラド』では、アニメや『スタリラ』では描かれなかった華恋たちと直接絡まない形での、眞井と雨宮の絆が描かれている。また、進路、将来についても明かされている。
その他、A組・B組の同級生がストーリーに直接関わらない形で登場する（『エルドラド』ではB組の一部生徒が氏名不詳の担当役職名義で眞井・雨宮と共に活動する）。また、後輩もいる（2年の時点では先輩もいたはずだが、基本的に未登場）。

### ゲーム版の登場人物
える
声 - 佐倉薫
オーディション会場に現れた謎の少女。
アンドリュー
ショップの店員を務めるマスコット。

#### 凛明館女学校
巴 珠緒（ともえ たまお）
声 - 楠木ともり
凛明館女学校演劇科2年生→普通科3年生。祖母と母が同校卒業生なこともあり、学校への思いは人一倍強く、廃科の危機に陥った演劇科を救うべくレヴューに名乗りを上げるが、死闘の甲斐なく、演劇科の廃科が決定する。廃科に伴い、演劇に使用する関連設備も撤去されそうになるが、いちえ・文と共に命を賭けた最後の抵抗と卒業生らの支援により、演劇同好会が立ち上がり、引き続き演劇科の復興に向けて命を燃やす。実家は割烹料理屋ともゑで、時々店を手伝っており、自身も料理が得意。香子の師匠（家元）が凛明館で出張指導していることから、香子・双葉と元々知り合いで、特に香子からは因縁を付けられていたが、後にレヴューで本音を語り合ってからは、仲良くなったとまでは言えないが、関係性が少し変わっている。
音無 いちえ（おとなし いちえ）
声 - 和氣あず未
凛明館女学校2年生→3年生。中学時代はアイドルを志望し、「スイーツ・プリーツ」というグループに入っていたが、歌は口パクという自分らしい活動ができなくて悩んでいたところに、グループの先輩が見ていた凛明館女学校の演劇の動画を見て感動し、凛明館女学校の演劇科に進学した。アイドル活動の経験があるため、ダンスや歌唱力には自信がある。
夢大路 文（ゆめおおじ ふみ）
声・演 - 倉知玲鳳
凛明館女学校2年生→3年生。夢大路栞は妹。以前はシークフェルト音楽学院に在籍していたが、突如スランプに陥って舞台に立てなくなってしまい、妹にすらそれを告げないまま凛明館に転入し、舞台に立つことを辞めてしまっていた。珠緒らの誘いで再び舞台に立つ。
秋風 塁（あきかぜ るい）
声 - 紡木吏佐
凛明館女学校演劇科1年生→普通科2年生。珠緒に憧れている。剣道をやっていたことがあるため、殺陣が得意。
田中 ゆゆ子（たなか ゆゆこ）
声 - 佐伯伊織
凛明館女学校演劇科1年生→普通科2年生。落語が好きで、私物の音楽プレーヤーはほぼ落語で埋め尽くされている。夜型人間のため、学校ではほぼ寝ている。
宇梶 まさ子（うかじ まさこ）
凛明館女学校普通科2年学年主任（初登場時）。珠緒達へ冷徹に演劇科の廃科・普通科への編入を告げ、教室・レッスン室の明け渡しを求める。しかし、実は自身が普通科の生徒だった頃から演劇科への憧れを内に秘めており、裏では演劇科卒業生らに支援を呼び掛け、演劇同好会の発足に尽力した。それを祖母・母から聴いて知っていた珠緒からの要請により、同好会の顧問となった。以降、5人には優しく接している。

#### フロンティア芸術学校
大月 あるる（おおつき あるる）
声 - 潘めぐみ
フロンティア芸術学校舞台表現コース1年。常に明るく笑顔を絶やさず、行動力あふれる元気少女。先輩に対してもフランクに接する。入学するまで舞台経験は全くなかった。後に母親が自身の名前が書かれた名前だけを孤児院に残し、孤児として育てられた経緯があり、ある日孤児院に慰問に訪れた美空の両親が主宰する劇団『劇団スカイブルー』の公演を見て美空の芝居に感動し、劇団に入ることを決めたことが判明。
叶 美空（かのう みそら）
声 - 竹達彩奈
フロンティア芸術学校舞台表現コース1年。あるるとは腐れ縁で、なにかと突っ走る彼女をフォローする苦労人。両親が劇団を営んでいたため、幼い頃から舞台と接してきた。
野々宮 ララフィン（ののみや ララフィン）
声 - 富田美憂
フロンティア芸術学校舞台表現コース2年。外見も性格も幼いが、あるると美空の先輩。モデルや子役として活動しており、新体操の経験もある。特撮やアニメが好きで、自身も派手なアクションを得意とする。
恵比寿 つかさ（えびす つかさ）
声 - 加藤英美里
フロンティア芸術学校舞台表現コース2年。入学時は舞台未経験ながら急激に成長、静羽とも肩を並べる実力となるが、怪我をきっかけに舞台から離れていた。駄菓子が好きで、よく駄菓子屋に寄っている。
胡蝶 静羽（こちょう しずは）
声・演 - 佐々木未来
フロンティア芸術学校舞台表現コース2年。穏やかで面倒見のいい、理想のお姉ちゃん的な性格。演技力やスタイルの良さで、中学生時から注目される実力者。かなりのゲーマーでもある。

#### シークフェルト音楽学院
雪代 晶（ゆきしろ あきら）
声・演 - 野本ほたる
シークフェルト音楽学院舞台俳優学科2年。同学院の主席にして生徒会長。クールかつ妥協を許さない性格と「過去最高の天才」に恥じない圧倒的な実力であらゆる障害をことごとくねじ伏せている。映画監督の父と元俳優の母を持ち、近い境遇を持つ天堂真矢をライバルとして強く意識している。
鳳 ミチル（おおとり ミチル）
声・演 - 尾崎由香
シークフェルト音楽学院舞台俳優学科2年。学院の副生徒会長を務める。人当たりが良い性格だが、歌、ダンス、演技の実力は晶に匹敵すると言われる。ボードゲームが趣味で、ボードゲームを通して、相手の人間性を観察するのが好き。
リュウ・メイファン
声・演 - 竹内夢
シークフェルト音楽学院舞台俳優学科1年。中国からの留学生。晶に強く憧れるとともに、超えるべき壁として意識している。占い好きだが、悪い結果ほどよく当たるというジンクスを持っており、自分の占いを周囲の誰もが嫌がるようになったのが最近の悩み。
夢大路 栞（ゆめおおじ しおり）
声・演 - 遠野ひかる
シークフェルト音楽学院中等部3年。夢大路文は姉。控えめな性格で、姉と比べられることにコンプレックスを持っているが、その姉が転校したために空席となったポジションに晶が勧めたとはいえ自ら挑み、実力で合格する強さも持つ。元々病弱だったが、成長に伴い克服している。
鶴姫 やちよ（つるひめ やちよ）
声・演 - 工藤晴香
シークフェルト音楽学院舞台俳優学科1年。服飾や裁縫が得意。本心をあまり見せない掴みどころのない性格で、イタズラめいた言動も多いため、晶やメイファンをしばしば怒らせている。目測だけで女の子のスリーサイズを言い当てる奇妙な特技の持ち主。

#### シークフェルト音楽学院・中等部
夢大路栞については「#シークフェルト音楽学院」を参照。
高千穂 ステラ（たかちほ ステラ）
声・演 - 青木陽菜
シークフェルト音楽学院中等部2年生。ドイツからやってきた転入生。シークフェルト音楽学院学院長のヴィクトリア・シークフェルトの孫娘で、祖父は江戸時代から続く歌舞伎の名門、高千穂家の家元。父親はドイツ演劇界を代表する演出家で、母親は舞台女優という演劇界のサラブレッド。晶も「舞台少女になるべくして生まれてきたような少女」と認めている。本名は「ステラ・シークフェルト」で、日本では祖父の姓を名乗っている。名門シークフェルト家の名に恥じないような行動をしようという気概もあるが、詩呂に頼りがちな面がある。会話の端々にドイツ語が出る。過去の失敗の経験を引きずっているように見られる。
 大賀美 詩呂（おおがみ しろ）
声・演 - 松澤可苑
シークフェルト音楽学院中等部2年生。シークフェルト家専属のメイドであり、ステラの幼馴染。シークフェルト家のメイドとしての誇りを持っており、知識も豊富で言動もクール。自分に対して甘えがちになるステラに対して、厳しく接する時もある。
 小鳩 良子（こばと りょうこ）
声・演 - 深川瑠華
シークフェルト音楽学院中等部2年生。中等部の劣等生で、受験で一度は不合格になったものの、補欠合格で入学した。自分に自信が持てない性格だが、負けん気や根性は人一倍。実家は6人の弟と妹がいる大家族のため、自分がスタァになって家族の生活を助けたいと考えている。ドイツから転入したステラと学校で隣の席になり、すぐに打ち解けて仲良くなる。ステラとの交流やレヴューを通して、自信や積極性を身につけ舞台少女として成長するが、お嬢様育ちのステラとの経済感覚の違いには戸惑わされている。
 海辺 みんく（うみべ みんく）
声・演 - 久家心
シークフェルト音楽学院中等部2年生。いつもふわふわ、我が道を行くシークフェルトの異端児。歌、ダンスともに実力はあるが、自由すぎる表現やアドリブのため成績はいまいち。どんな舞台少女になりたいか現在模索中。クイナとは幼馴染み。小鳩良子とは補習仲間であり、一緒にいることが多い。良子のことは「りょんりょん」、ステラのことを「スーちゃん」、詩呂のことを「シロりん」とクイナ以外に独特のあだ名で呼んでいる。
 森保 クイナ（もりやす くいな）
声・演 - 佐當友莉亜
シークフェルト音楽学院中等部2年生で、ステラがいるクラスの学級委員長を務める。努力家で成績は常にトップ。性格も謹厳。エーデルを尊敬し、特に晶を神格化している。自分こそが将来の『フラウ・プラティーン（白金の君）』だと日々稽古に励んでおり、ドイツから転入したステラに対してもライバル意識を燃やす。しかし晶を前にすると、緊張のために実力を発揮できずにいる。みんくとは幼馴染だが、自由すぎる態度に困っている。

#### ゲストキャラクター
| 名前                           | 読み・綴り                                 | 声優       | 出典                            | 備考               |
| ------------------------------ | ------------------------------------------ | ---------- | ------------------------------- | ------------------ |
| 戸山香澄                       | とやま かすみ                              | 愛美       | 『BanG Dream!』                 |                    |
| 花園たえ                       | はなぞの たえ                              | 大塚紗英   | 『BanG Dream!』                 |                    |
| 牛込りみ                       | うしごめ りみ                              | 西本りみ   | 『BanG Dream!』                 |                    |
| 山吹沙綾                       | やまぶき さあや                            | 大橋彩香   | 『BanG Dream!』                 |                    |
| 市ヶ谷有咲                     | いちがや ありさ                            | 伊藤彩沙   | 『BanG Dream!』                 |                    |
| レイヤ                         | LAYER                                      | Raychell   | 『BanG Dream!』                 |                    |
| ロック                         | LOCK                                       | 小原莉子   | 『BanG Dream!』                 |                    |
| マスキング                     | MASKING                                    | 夏芽       | 『BanG Dream!』                 |                    |
| パレオ                         | PAREO                                      | 倉知玲鳳   | 『BanG Dream!』                 |                    |
| チュチュ                       | CHU²                                       | 紡木吏佐   | 『BanG Dream!』                 |                    |
| 高海千歌                       | たかみ ちか                                | 伊波杏樹   | 『ラブライブ!サンシャイン!!』   |                    |
| 桜内梨子                       | さくらうち りこ                            | 逢田梨香子 | 『ラブライブ!サンシャイン!!』   |                    |
| 松浦果南                       | まつうら かなん                            | 諏訪ななか | 『ラブライブ!サンシャイン!!』   |                    |
| 黒澤ダイヤ                     | くろさわ ダイヤ                            | 小宮有紗   | 『ラブライブ!サンシャイン!!』   |                    |
| 渡辺曜                         | わたなべ よう                              | 斉藤朱夏   | 『ラブライブ!サンシャイン!!』   |                    |
| 津島善子                       | つしま よしこ                              | 小林愛香   | 『ラブライブ!サンシャイン!!』   |                    |
| 国木田花丸                     | くにきだ はなまる                          | 高槻かなこ | 『ラブライブ!サンシャイン!!』   |                    |
| 小原鞠莉                       | おはら まり                                | 鈴木愛奈   | 『ラブライブ!サンシャイン!!』   |                    |
| 黒澤ルビィ                     | くろさわ ルビィ                            | 降幡愛     | 『ラブライブ!サンシャイン!!』   |                    |
| 立花響                         | たちばな ひびき                            | 悠木碧     | 『戦姫絶唱シンフォギア』        |                    |
| 風鳴翼                         | かざなり つばさ                            | 水樹奈々   | 『戦姫絶唱シンフォギア』        |                    |
| マリア・カデンツァヴナ・イヴ   | Maria Cadenzavna Eve                       | 日笠陽子   | 『戦姫絶唱シンフォギア』        |                    |
| 鳳凰院凶真（岡部倫太郎）       | ほうおういん きょうま（おかべ りんたろう） | 宮野真守   | 『STEINS;GATE』                 |                    |
| 真宮寺さくら                   | しんぐうじ さくら                          | 横山智佐   | 『サクラ大戦』                  | 特別プレイアブル化 |
| エリカ・フォンティーヌ         | Erika Fontaine                             | 日髙のり子 | 『サクラ大戦』                  | 特別プレイアブル化 |
| ジェミニ・サンライズ           | Gemini Sunrise                             | 小林沙苗   | 『サクラ大戦』                  | 特別プレイアブル化 |
| オスカル                       | Oscar                                      | -          | 『ベルサイユのばら』            |                    |
| シャーロック・シェリンフォード |                                            | 三森すずこ | 『探偵オペラ ミルキィホームズ』 | 特別プレイアブル化 |
| 譲崎ネロ                       | ゆずりざき ネロ                            | 徳井青空   | 『探偵オペラ ミルキィホームズ』 | 特別プレイアブル化 |
| エルキュール・バートン         |                                            | 佐々木未来 | 『探偵オペラ ミルキィホームズ』 | 特別プレイアブル化 |
| コーデリア・グラウカ           |                                            | 橘田いずみ | 『探偵オペラ ミルキィホームズ』 | 特別プレイアブル化 |

### コンソールゲーム版の登場人物
ジュディ・ナイトレー
声 - 飛龍つかさ
『遙かなるエルドラド』のゲストキャラクター。聖翔音楽学園99期生と王立演劇学院との交流プログラム公演のために来日し、その実力で圧倒する。

## ミュージカル
2017年4月に作品製作発表と共にミュージカル版の詳細が発表され、同年9月より上演。メインキャスト9名はテレビアニメ版と同じキャストが演じる。今作は1部ではミュージカル、2部では観客参加型のライブという構成となっている。2018年よりミュージカル版を原作とするストーリ漫画および四コマ漫画が連載開始。2022年は、神楽ひかり役の三森すずこが妊娠・出産したことによる産休および体調面に配慮した形で、10月まで九九組としての公演を休止し、別の公演を行う措置が執られた。

### 公演リスト
| 公演日                 | タイトル                                                    | 主演                         | 会場                                      |
| ---------------------- | ----------------------------------------------------------- | ---------------------------- | ----------------------------------------- |
| 2017年9月22日 - 24日   | 少女☆歌劇 レヴュースタァライト -The LIVE- #1                | 聖翔音楽学園                 | AiiA2.5シアターTokyo（東京都              |
| 2018年1月6日 - 8日     | 少女☆歌劇 レヴュースタァライト -The LIVE- #1 revival        | 聖翔音楽学園                 | AiiA2.5シアターTokyo（東京都              |
| 2018年10月13日 - 21日  | 少女☆歌劇 レヴュースタァライト -The LIVE- #2 Transition     | 聖翔音楽学園                 | 天王洲 銀河劇場（東京都）                 |
| 2019年7月12日 - 15日   | 少女☆歌劇 レヴュースタァライト -The LIVE- #2 revival        | 聖翔音楽学園                 | 舞浜アンフィシアター（千葉県）            |
| 2020年7月12日          | 少女☆歌劇 レヴュースタァライト -The LIVE ONLINE-            | 聖翔音楽学園                 | オンライン配信                            |
| 2020年12月21日 - 27日  | 少女☆歌劇 レヴュースタァライト -The LIVE 青嵐- BLUE GLITTER | 青嵐総合芸術院               | 天王洲 銀河劇場（東京都）                 |
| 2021年7月27日 - 8月1日 | 少女☆歌劇 レヴュースタァライト -The LIVE- #3 Growth         | 聖翔音楽学園                 | 品川プリンスホテル ステラボール（東京都） |
| 2022年2月18日 - 27日   | 少女☆歌劇 レヴュースタァライト -The LIVE エーデル- Delight  | シークフェルト音楽学院       | 天王洲 銀河劇場（東京都）                 |
| 2022年10月14日 - 24日  | 少女☆歌劇 レヴュースタァライト -The STAGE 中等部- Regalia   | シークフェルト音楽学院中等部 | 飛行船シアター（東京都）                  |
| 2023年2月25日 - 28日   | 少女☆歌劇 レヴュースタァライト -The LIVE- #4 Climax         | 聖翔音楽学園                 | 東京建物 Brillia HALL（東京都）           |
| 2023年6月7日 - 12日    | 少女☆歌劇 レヴュースタァライト -The STAGE 中等部- Rebellion | シークフェルト音楽学院中等部 | 飛行船シアター（東京都）                  |
| 2024年7月6日 - 15日    | 少女☆歌劇 レヴュースタァライト -The STAGE 中等部- Remains   | シークフェルト音楽学院中等部 | 飛行船シアター（東京都）                  |
| 2024年9月6日 - 15日    | 少女☆歌劇 レヴュースタァライト -The LIVE 青嵐- Baby Blue    | 青嵐総合芸術院               | 飛行船シアター（東京都）                  |
| 2024年11月9日 - 15日   | 少女☆歌劇 レヴュースタァライト -The MUSICAL- 別れの戦記     | 聖翔音楽学園                 | 品川プリンスホテル ステラボール（東京都） |
| 2025年6月7日 - 14日    | 少女☆歌劇 レヴュースタァライト -The STAGE 中等部- Rerise    | シークフェルト音楽学院中等部 | 飛行船シアター（東京都）                  |

### スタッフ（ミュージカル）
-The LIVE-
- 演出 - 児玉明子[17]
- 脚本 - 三浦香[17]
- 主催 - 「少女☆歌劇 レヴュースタァライト -The LIVE-」プロジェクト

-The STAGE 中等部-
- 演出 - 市村啓二
- 脚本 - 江嵜大兄
- 主催 - 株式会社ブシロードミュージック

### CD（ミュージカル）
舞台主題歌シングル。舞台版の所属レーベルはブシロードミュージック。スタァライト九九組のその他シングルはスタァライト九九組を参照。
| 発売日         | タイトル                                       | アーティスト                 | 規格品番   | 最高位 | 備考                  |
| -------------- | ---------------------------------------------- | ---------------------------- | ---------- | ------ | --------------------- |
| 2018年10月10日 | 99 ILLUSION!                                   | スタァライト九九組           | BRMM-10151 | 12位   | Photon Maidenもカバー |
| 2019年4月17日  | 百色リメイン【華恋＆ひかり＆まひるver.】       | スタァライト九九組           | BRMM-10186 | 7位    | 4形態発売             |
| 2019年4月17日  | 百色リメイン【真矢＆クロディーヌver.】         | スタァライト九九組           | BRMM-10187 | 7位    | 4形態発売             |
| 2019年4月17日  | 百色リメイン【純那＆ななver.】                 | スタァライト九九組           | BRMM-10188 | 7位    | 4形態発売             |
| 2019年4月17日  | 百色リメイン【双葉＆香子ver.】                 | スタァライト九九組           | BRMM-10189 | 7位    | 4形態発売             |
| 2020年12月9日  | BLUE ANTHEM                                    | 青嵐総合芸術院               | BRMM-10338 | 19位   | Blu-ray付生産限定盤   |
| 2020年12月9日  | BLUE ANTHEM                                    | 青嵐総合芸術院               | BRMM-10339 | 19位   | 通常盤                |
| 2021年7月14日  | サイカイ合図【花ver.】                         | スタァライト九九組           | BRMM-10415 | 18位   | 2形態発売             |
| 2021年7月14日  | サイカイ合図【星ver.】                         | スタァライト九九組           | BRMM-10416 | 18位   | 2形態発売             |
| 2022年4月20日  | Delight to me！【Delight ver.】                | シークフェルト音楽学院       | BRMM-10534 | 22位   | 2形態発売             |
| 2022年4月20日  | Delight to me！【エーデル ver.】               | シークフェルト音楽学院       | BRMM-10535 | 22位   | 2形態発売             |
| 2022年10月12日 | Regalia -継承-/アフレぐ！〜Aufregendes leben〜 | シークフェルト音楽学院中等部 | BRMM-10570 | 39位   | Blu-ray付生産限定盤   |
| 2022年10月12日 | Regalia -継承-/アフレぐ！〜Aufregendes leben〜 | シークフェルト音楽学院中等部 | BRMM-10571 | 39位   | 通常盤                |
| 2023年2月22日  | 綺羅星ディスタンス                             | スタァライト九九組           | BRMM-10600 | 25位   | Blu-ray付生産限定盤   |
| 2023年2月22日  | 綺羅星ディスタンス                             | スタァライト九九組           | BRMM-10601 | 25位   | 通常盤                |
| 2023年6月7日   | Rebellion/ユメみロ                             | シークフェルト音楽学院中等部 | BRMM-10649 | 35位   | Blu-ray付生産限定盤   |
| 2023年6月7日   | Rebellion/ユメみロ                             | シークフェルト音楽学院中等部 | BRMM-10650 | 35位   | 通常盤                |
| 2024年7月3日   | Remains/夢のプレリュード                       | シークフェルト音楽学院中等部 | BRMM-10777 | 45位   | Blu-ray付生産限定盤   |
| 2024年7月3日   | Remains/夢のプレリュード                       | シークフェルト音楽学院中等部 | BRMM-10778 | 45位   | 通常盤                |
| 2024年11月9日  | 別れの戦記/Baby Blue                           |                              | BRMM-10870 | -      | 会場限定販売          |
| 2025年6月4日   | Rerise                                         | シークフェルト音楽学院中等部 | BRMM-10906 | 30位   | Blu-ray付生産限定盤   |
| 2025年6月4日   | Rerise                                         | シークフェルト音楽学院中等部 | BRMM-10907 | 30位   | 通常盤                |

### BD（ミュージカル）
スタァライト九九組の単独ライブBDはスタァライト九九組を参照。
| 発売日         | タイトル                                                    | 規格品番   | 備考                                |
| -------------- | ----------------------------------------------------------- | ---------- | ----------------------------------- |
| 2018年6月27日  | 少女☆歌劇 レヴュースタァライト -The LIVE- #1 revival        | BRMM-10109 |                                     |
| 2019年2月27日  | 少女☆歌劇 レヴュースタァライト -The LIVE- #2 Transition     | BRMM-10175 |                                     |
| 2019年12月18日 | 少女☆歌劇 レヴュースタァライト -The LIVE- #2 revival        | BRMM-10213 |                                     |
| 2021年7月14日  | 少女☆歌劇 レヴュースタァライト -The LIVE 青嵐- BLUE GLITTER | BRMM-10396 |                                     |
| 2022年7月13日  | 少女☆歌劇 レヴュースタァライト -The LIVE- #3 Growth         | BRMM-10547 |                                     |
| 2022年11月23日 | 少女☆歌劇 レヴュースタァライト -The LIVE エーデル- Delight  | BRMM-10586 |                                     |
| 2023年4月5日   | 少女☆歌劇 レヴュースタァライト -The STAGE 中等部- Regalia   | BRMM-10617 |                                     |
| 2023年12月6日  | 少女☆歌劇 レヴュースタァライト -The LIVE- #4 Climax         | BRMM-10667 |                                     |
| 2024年6月5日   | 少女☆歌劇 レヴュースタァライト -The STAGE 中等部- Rebellion | BRMM-10776 |                                     |
| 2025年2月5日   | 少女☆歌劇 レヴュースタァライト -The STAGE 中等部- Remains   | BRMM-10863 |                                     |
| 2025年8月6日   | 少女☆歌劇 レヴュースタァライト -The MUSICAL- 別れの戦記     | BRMM-10922 |                                     |
| 2025年11月12日 | 少女☆歌劇 レヴュースタァライト -The LIVE 青嵐- Baby Blue    | BRMM-10923 | ブシロード オンラインストア限定販売 |

## テレビアニメ・劇場アニメ
2018年7月から9月までTBSテレビ『アニメリコ』枠ほかにて放送。全局で放送開始前週に第零話「放送直前特番」が放送された。
テレビアニメ版においては、BGMにフィルムスコアリング（事前発注ではなくシーンに合わせて作曲）を採用している。
テレビ放送での規制に合わせて演出のライトといった光量を調整しているが、YouTube公開版では舞台劇のような光量差を再現したオリジナルの無調整版となっている。また、2018年8月中旬には、アニメ放送話分の無料公開がYouTube、ならびにGYAOで行われた。
劇場版は、2020年8月7日にテレビ版を再生産した「再生産総集編 ロンド・ロンド・ロンド」が、2021年6月4日には完全新作が公開された。

## アプリゲーム
『少女☆歌劇 レヴュースタァライト -Re LIVE-』はブシロードのスマートフォン向けアプリケーションゲーム。略称は『スタリラ』。ジャンルは「レヴュー＆アドベンチャーRPG」。本作はエイチーム、ブシロード、TBSの共同開発プロジェクトである。エイチームが開発、制作、パブリッシングを担当し、ブシロードとTBSが監修、制作、ライセンス提供を行う。Android版は2018年10月21日、iOS版は同年10月28日に配信開始。Live2Dに対応している。
ミュージカル・アニメで描かれている聖翔音楽学園（聖翔）の面々のほか、凛明館女学校（凛明館）、シークフェルト音楽学院（シークフェルト）、フロンティア芸術学校（フロンティア）の3つの学校が新規に登場し、4校でのオーディションが描かれる。舞台#2にて初登場した青嵐総合芸術院（青嵐）も2020年12月9日に実装されることが決定した。キャラクターの詳細は登場人物を参照。
2024年9月30日をもってサービスを終了した。

### 沿革
2018年
- 10月21日 - Android版が配信開始。
- 10月28日 - iOS版が配信開始。
- 11月5日 - 累計100万ダウンロード突破。
- 11月14日 - 新コンテンツ『夢幻の舞台』が追加。
- 12月11日 - 新コンテンツ『チャレンジ公演』が追加。

2019年
- 1月11日 - 累計150万ダウンロード突破。
- 4月6日 - テレビ番組『月刊ブシロードTV with スタァライト & BanG Dream!』放送開始。
- 4月25日 - リアルタイム協力レヴューのβ版が開始。
- 5月21日 - 新機能『スキン』が追加。
- 5月23日 - 『トワイライトシアター』正式オープン。
- 6月1日 - メインストーリー新章配信開始。
- 6月4日 - Amazon版が配信開始
- 6月8日・9日 - イベント『ガルパーティ！&スタリラ祭 2019 in 池袋』が池袋サンシャインシティにて開催。ブシロードのアプリゲーム『BanG Dream！ ガールズバンドパーティ！』（ガルパ）との同時開催となる。
- 6月24日 - 新機能『ユニットスキル』が追加。
- 7月5日 - ショートアニメ『少女☆寸劇 オールスタァライト』配信開始。
- 7月19日 - 全世界累計200万ダウンロード突破。
- 8月9日 - 新コンテンツ『チャレンジレヴュー』が追加。
- 9月20日 - 新コンテンツ『宝珠さがし』が追加。

2020年
- 3月9日 - 新コンテンツ『合宿』が追加。
- 3月18日 - 新コンテンツ『覚醒のステージ』が追加。
- 8月17日 - 新コンテンツ『スコアアタックレヴュー』、新機能『アクセサリー』が追加。
- 10月21日 - 新コンテンツ『劇団』が追加。
- 10月30日 - 新コンテンツ『劇団レヴュー』が追加。
- 12月9日 ‐ 青嵐総合芸術院の柳小春、南風涼、穂波氷雨の3名が実装。

2024年
- 7月31日 - サービス終了を発表。
- 9月30日 - 同日16時をもってサービスを終了。

### ゲームシステム
ステータス
Lv、絆Lv、costの他に、HP、ACTパワー、通常防御力、特殊防御力、すばやさ、クリティカル威力、クリティカル率の7種類が総合力として存在する。それぞれの舞台少女には、基本ACTとクライマックスACT、ユニットスキル、オートスキル、フィニッシュACTが備わっている。アイテムやアクセサリー、メモワール、レヴュー曲などを使用、編成することで強化が可能。
アイテム
舞台少女やメモワールのLvを上げるアイテム、ガチャチケット、スキルパネル解放のためのピース、絆Lvを上げるギフト、Lv上限を解放する才能の結晶などがある。
メモワール
舞台少女たちの能力を向上させる装備品。
ガチャ
実際にステージやレヴューで使用する舞台少女や、スターテスを上げるメモワールの入手が可能。舞台少女の衣装のカラーを変更できるスキンなどが手に入るガチャもある。現在、通常ガチャ、キラめきフェス、シーズンガチャなどは常に引くことができる。それら全てと、限定の舞台少女も入手可能なプレミアムガチャは、キャラクターの誕生日前後や、コラボイベント時、その他不定期に開催される。
ユニット
ストーリーやレヴューで戦う際のメンバー編成。最大5人だが、スコアアタックレヴューにおいては、メインとサブで最大10人の編成が可能。
ストーリーパート
ステージをクリアすることでストーリーの解放が可能。2020年12月現在、メインストーリーは12章まで。スクールストーリーはそれぞれの学校の物語で、ステージのクリアなしで見ることができる。
また、イベントストーリーはイベント開催中にイベントステージをクリアして解放する必要があり、解放済みのストーリーはギャラリーで見ることができる。
各舞台少女の絆Lvを一定数上げることで、絆ストーリーも解放される。
イベント
ゲーム内では随時イベントが開催されている。イベントによって開催期間は異なる。
通常イベント
イベント形式は2種類。イベントストーリーも追加される。イベントステージクリア報酬のアイテムを集めて、ボスに挑む。ボス討伐報酬として舞台少女が獲得できる。イベント配布舞台少女のない場合は、星4舞台少女のガチャチケットが報酬に追加される。復刻イベント（revival）が開催されることもある。
育成イベント
2019年から始まったイベント方式。通常イベントなどとは異なり、イベントストーリーの追加は無く、舞台少女の配布もない。また、開催期間が通常イベントよりも短い。
VSレヴュー
他のプレイヤーと対戦するコンテンツ。スタァ公演と、編成が限定される限定公演の2種類がある。
マイシアター
プレイヤーそれぞれの部屋。ルームアイテムを配置でき、所持している舞台少女を5人まで入れることができる。

### ストーリー（ゲーム）
第1章はゲームリリース開始時より配信。TVアニメ版監督の古川知宏氏が監修、シリーズ構成の樋口達人氏が脚本を担当。
| #                            | サブタイトル                 | 配信開始日     |
| 第1章                        | 第1章                        | 第1章          |
| ---------------------------- | ---------------------------- | -------------- |
| #1                           | 新たなオーディション         | 2018年10月21日 |
| #2                           | 決意の凛明館                 | 2018年10月21日 |
| #3                           | それがフロンティア精神       | 2018年10月21日 |
| #4                           | プラチナの誇り               | 2018年10月21日 |
| #5                           | 消失の時、迫る               | 2018年10月21日 |
| #6                           | Re LIVE                      | 2018年10月21日 |
| 第2章                        |                              |                |
| #7                           | 削劇『天堂真矢』             | 2019年6月1日   |
| #8                           | 死にゆく王と四人の騎士       | 2019年8月1日   |
| #9                           | 名門、落つ                   | 2019年10月1日  |
| #10                          | 自称、舞台少女               | 2019年12月1日  |
| #11                          | 作劇、舞台少女               | 2020年1月1日   |
| 第3章 アルカナ・アルカディア |                              |                |
| #12                          | 『形なき戯曲、未知なる主役』 | 2020年10月21日 |
| #13                          | 幕があがり、旅がはじまる     | 2020年12月28日 |

### 当ゲーム内でのコラボ
他作・他社でコラボレーションされた作品・店舗は下部（#コラボレーション）参照。
- カードキャプターさくら クリアカード編（2019年6月）
- バンドリ! ガールズバンドパーティ!（2019年6月、2020年7月）
- 戦姫絶唱シンフォギアAXZ（2019年9月）
- 初音ミク（2020年5月）
- あらいぐまラスカル（2020年10月）
- ラブライブ!サンシャイン!!（2020年11月）
- 戦姫絶唱シンフォギアXD UNLIMITED（2021年2月）
- STEINS;GATE　(2021年3月）
- パ・リーグ（2021年6月）
- サクラ大戦（2021年9月）

### 関連番組（ゲーム）

#### スタリラLIVE～えるの気ままなオーディション～
2019年2月4日より、YouTube Liveで配信された生放送番組。MCはえる役の佐倉薫。生放送の裏側を撮影した「えるの気ままな舞台裏ウォッチング」も公開されている。おうちでスタリラ祭にて特別編として復活した。
| 出演回 | ゲスト                                                                                   | 備考 |
| ------ | ---------------------------------------------------------------------------------------- | ---- |
| 第1回  | 小山百代(愛城華恋 役)、富田麻帆(天堂真矢 役)                                             |      |
| 第2回  | 遠野ひかる(夢大路栞 役)、紡木吏佐(秋風塁 役)                                             |      |
| 第3回  | 野本ほたる(雪代晶 役)、工藤晴香(鶴姫やちよ 役)                                           |      |
| 第4回  | 相羽あいな(西條クロディーヌ 役)、生田輝(石動双葉 役)                                     |      |
| 第5回  | 倉知玲鳳(夢大路文 役)、佐伯伊織(田中ゆゆ子 役)                                           |      |
| 第6回  | 野本ほたる、遠野ひかる                                                                   |      |
| 第7回  | 楠木ともり(巴珠緒 役)、紡木吏佐                                                          |      |
| 特別編 | 富田麻帆、岩田陽葵、相羽あいな、伊藤彩沙(花柳香子 役)、 野本ほたる、工藤晴香、遠野ひかる |      |

#### スタリライブ配信中！
2020年6月20日より、YouTube Liveで配信されている生放送番組。MCは天堂真矢役の富田麻帆と、露崎まひる役の岩田陽葵。
2020年12月5日の特別編では、ゲストに舞台出演者の七木奏音、髙橋果鈴、小林由佳、椎名へきるが招かれて配信された。
| 出演者                | 出演回           | 備考                             |
| --------------------- | ---------------- | -------------------------------- |
| 小山百代(愛城華恋 役) | 第2・3回、特別編 | 特別編では岩田と共にMCを務めた。 |
| 伊藤彩沙(花柳香子 役) | 第2回            |                                  |
| 生田輝(石動双葉 役)   | 第5回            |                                  |

### 関連CD
| 発売日         | タイトル                    | アーティスト           | 規格品番   |
| -------------- | --------------------------- | ---------------------- | ---------- |
| 2019年2月27日  | プラチナ・フォルテ          | シークフェルト音楽学院 | PCCG-01760 |
| 2019年5月22日  | 蝶になってみませんか        | 凛明館女学校           | PCCG-01780 |
| 2019年6月26日  | ショウタイム フロンティア！ | フロンティア芸術学校   | PCCG-01785 |
| 2019年10月16日 | ラ・レヴュー・エターナル    |                        | PCCG-01810 |
| 2022年9月21日  | アルカナ・アルカディア      |                        | PCCG-02184 |

### ショートアニメ
『少女☆寸劇 オールスタァライト』（しょうじょ コント オールスタァライト）のタイトルで、2019年7月5日から12月27日まで、ゲームアプリ内で3週間の限定で配信されていた。その後1週間遅れで「YouTube」スタァライトチャンネルにて2週間の限定で公開されていた。

#### スタッフ（ショートアニメ）
- 原作 - ブシロード、ネルケプランニング、キネマシトラス
- オリジナルキャラクターデザイン - 齊田博之、エイチーム
- オリジナルレヴュー衣装・武器デザイン - 小出卓史
- 脚本・プレスコ演出 - 堀雅人
- SDキャラデザイン - 高橋千尋
- アニメーションディレクター・音響監督 - 山元隼一
- 音響効果 - 鋤柄務
- 音響制作 - リマックス
- 編集 - 新居和弘
- 音楽 - PandaBoy、藤澤慶昌、加藤達也
- 音楽プロデューサー - 野島鉄平、山田公平
- 音楽制作 - ポニーキャニオン、アップドリーム
- プロデューサー - 武次茜、片山悠樹、野島鉄平、岩崎篤史、下泉さやか
- アニメーションプロデューサー - 小笠原宗紀
- 設定制作・アシスタントプロデューサー - 森山菜月
- アシスタントプロデューサー - 曽部真吾
- アニメーション制作 - kinema citrus、IMAGICA Lab.
- 製作 - レヴュースタァライト製作委員会、エイチーム

#### 主題歌（ショートアニメ）
エンディングテーマ「舞台少女体操」
作詞 - 中村彼方 / 作曲・編曲 - 石倉誉之、小林克也 / 歌 - スタァライト九九組

#### 各話リスト（ショートアニメ）
| 話数   | サブタイトル                        | 配信日 （ゲームアプリ内） |
| ------ | ----------------------------------- | ------------------------- |
| 第1話  | 開演!? はちゃめちゃオーディション！ | 2019年 7月5日             |
| 第2話  | えるは謎のナビゲーター              | 7月12日                   |
| 第3話  | 王者シークフェルト参上！            | 7月19日                   |
| 第4話  | トップバッターは誰だ!?              | 7月26日                   |
| 第5話  | 愛してます!? 究極の演技力レヴュー！ | 8月2日                    |
| 第6話  | 輝く伝統！ 凛明館、参上！           | 8月9日                    |
| 第7話  | ロミオとジュリエットとプライドと！  | 8月16日                   |
| 第8話  | WE ARE フロンティア！ YEAH！        | 8月23日                   |
| 第9話  | 名言は誰のもの!?                    | 8月30日                   |
| 第10話 | カニチャーハンは王者のオーダー！    | 9月6日                    |
| 第11話 | 歌声はダイアローグ                  | 9月13日                   |
| 第12話 | ひかりとまひるの自由な時間          | 9月20日                   |
| 第13話 | 凛明館のバレエ特訓！                | 9月27日                   |
| 第14話 | 頼りないです！珠緒先輩！            | 10月4日                   |
| 第15話 | 凛明館のティータイム                | 10月11日                  |
| 第16話 | ななのケーキは、ばなナイス!?        | 10月18日                  |
| 第17話 | エチュードは自由演技!?              | 10月25日                  |
| 第18話 | 女子の心とフィジカルと！            | 11月1日                   |
| 第19話 | アゲアゲ!?フロンティアの猛特訓！    | 11月8日                   |
| 第20話 | 放課後の双葉と香子                  | 11月15日                  |
| 第21話 | 使える!?フランス語講座              | 11月22日                  |
| 第22話 | ひかりからのクエスチョン            | 11月29日                  |
| 第23話 | これが気高き王者のしりとり!?        | 12月6日                   |
| 第24話 | 伝説の演技力チャレンジ！ 前編       | 12月13日                  |
| 第25話 | 伝説の演技力チャレンジ！ 後編       | 12月20日                  |
| 第26話 | 舞台少女を待ちながら                | 12月27日                  |

### 朗読劇
2021年12月に開催された「スタリライブ配信中 出張版」にて上演の「新訳ロミオ＆ジュリエット」が大好評となり朗読劇がシリーズ化された。

#### 公演リスト（朗読劇）
昼夜2部制での公演を行っている。
| 公演日               | タイトル                                                                                           | 会場                                  | 出演者 |
| -------------------- | -------------------------------------------------------------------------------------------------- | ------------------------------------- | --- |
| 2022年6月5日         | 少女☆歌劇 レヴュースタァライト -Re LIVE- Reading Theatre 第1弾「田中ゆゆ子の古典落語劇場」         | 飛行船シアター（東京都）              | 富田麻帆、相羽あいな、倉知玲鳳、紡木吏佐、佐伯伊織                                                               |
| 2022年12月3日        | 少女☆歌劇 レヴュースタァライト -Re LIVE- Reading Theatre 第二弾「追奏～Session of Reminiscence～」 | 飛行船シアター（東京都）              | 小山百代、富田麻帆、岩田陽葵、生田輝                                                                             |
| 2022年12月4日        | 少女☆歌劇 レヴュースタァライト -Re LIVE- Reading Theatre 第二弾「追奏～Session of Reminiscence～」 | 飛行船シアター（東京都）              | 小山百代、佐藤日向、生田輝、伊藤彩沙                                                                             |
| 2023年4月1日         | 少女☆歌劇 レヴュースタァライト -Re LIVE- Reading Theatre 第三弾「ロイヤルリテイナー」              | 科学技術館 サイエンスホール（東京都） | 野本ほたる、尾崎由香、竹内夢、工藤晴香、倉知玲鳳                                                                 |
| 2023年4月2日         | 少女☆歌劇 レヴュースタァライト -Re LIVE- Reading Theatre 第三弾「ロイヤルリテイナー」              | 科学技術館 サイエンスホール（東京都） | 野本ほたる、尾崎由香、竹内夢、遠野ひかる、工藤晴香                                                               |
| 2023年12月16日、17日 | 少女☆歌劇 レヴュースタァライト -Re LIVE- Reading Theatre 第四弾「遙かなるエルドラド」              | 飛行船シアター（東京都）              | 小山百代、富田麻帆、岩田陽葵、相羽あいな、飛龍つかさ                                                             |
| 2024年6月8日、9日    | 少女☆歌劇 レヴュースタァライト -Re LIVE- Reading Theatre 第四弾「遙かなるエルドラド」神戸公演      | 神戸朝日ホール（兵庫県）              | 小山百代、小泉萌香、生田輝、伊藤彩沙、飛龍つかさ                                                                 |
| 2024年12月21日       | 舞台朗読劇「遙かなるエルドラド・序章」                                                             | 東京建物 Brillia HALL（東京都）       | 小山百代、富田麻帆、佐藤日向、岩田陽葵、小泉萌香、相羽あいな、生田輝、伊藤彩沙、飛龍つかさ、広瀬さや、篠宮あすか |
| 2025年2月22日        | 少女☆歌劇 レヴュースタァライト -Re LIVE- Reading Theatre 第五弾「あやかし見廻り浪漫譚」            | 飛行船シアター（東京都）              | 倉知玲鳳、佐伯伊織、佐々木未来、遠野ひかる、青木陽菜                                                             |
| 2025年2月23日        | 少女☆歌劇 レヴュースタァライト -Re LIVE- Reading Theatre 第五弾「あやかし見廻り浪漫譚」            | 飛行船シアター（東京都）              | 倉知玲鳳、佐伯伊織、佐々木未来、遠野ひかる、富田美憂                                                             |

#### スタッフ（朗読劇）
- 脚本・演出 - 江嵜大兄
- 主催 - 株式会社ブシロードミュージック

### Edel Bühne
『スタリラ』から登場のシークフェルト音楽学院のエーデルの5人が主役に展開される劇やライブ。

#### 公演リスト（Edel Bühne）
1日につき1公演を行っている。「朗読劇 エリュシオン 神世の章」は朗読だけでなく、ダンサーが加わり視覚的な表現も楽しめる朗読劇となっていた。
| 公演日              | タイトル                                                                    | 会場                     | 出演者                                                         |
| ------------------- | --------------------------------------------------------------------------- | ------------------------ | -------------------------------------------------------------- |
| 2024年4月27日・28日 | 少女☆歌劇レヴュースタァライト -Edel Bühne- ～朗読劇 エリュシオン 神世の章～ | Theater Mixa（東京都）   | 野本ほたる、尾崎由香、竹内夢、遠野ひかる、工藤晴香             |
| 2025年7月12日・13日 | 少女☆歌劇レヴュースタァライト -Edel Bühne-＆Live ～麗しき獣とワルツを～     | 飛行船シアター（東京都） | 野本ほたる、竹内夢、遠野ひかる、工藤晴香、門山葉子、佐當友莉亜 |

#### スタッフ（Edel Bühne）
- 脚本・演出 - 吉田武寛

## コンソールゲーム
少女☆歌劇 レヴュースタァライト 舞台奏像劇 遙かなるエルドラド
2024年8月8日に発売された、本プロジェクトでは初となるコンソールゲーム。対応プラットフォームはNintendo Switch・Steam。
2023年1月9日にブシロードゲームズの1タイトルとして発表。ゲームタイトルは同年7月27日に決定。ジャンルはビジュアルノベルで開発はフロントウイング、脚本は樋口達人が担当する。

### 関連CD
|        | 発売日        | タイトル                                                                       | 規格品番   |
| ------ | ------------- | ------------------------------------------------------------------------------ | ---------- |
| OP     | 2024年6月26日 | Star Darling                                                                   | PCCG-02367 |
| 劇中歌 | 2024年9月18日 | 「少女☆歌劇 レヴュースタァライト 舞台奏像劇 遙かなるエルドラド」劇中歌アルバム | PCCG-02400 |
| 劇中歌 | 2024年9月18日 | 「少女☆歌劇 レヴュースタァライト 舞台奏像劇 遙かなるエルドラド」劇中歌EP       | PCCG-02401 |

## 関連番組

### 少女☆歌劇 レヴュースタァライト 聖翔音楽学園 放送局
2017年8月11日よりFRESH!、Vol.1以降YouTubeにて放送中のインターネット番組。愛城華恋役の小山百代は第1回より固定での出演、その他スタァライト九九組のメンバーが回替わりで出演する。本放送後はミニ番組のアフタートークが配信される。
| 出演者                            | 出演回                      | 備考                         |
| --------------------------------- | --------------------------- | ---------------------------- |
| 三森すずこ（神楽ひかり 役）       | 第1・2・9・14回             | 第14回のみ電話出演           |
| 富田麻帆（天堂真矢 役）           | 第1・4・8・9・11・13 - 15回 |                              |
| 佐藤日向（星見純那 役）           | 第3・5・7・9・12・14回      |                              |
| 岩田陽葵（露崎まひる 役）         | 第1・2・4・6・7・9 - 15回   | 第15回は伊藤の代打として出演 |
| 小泉萌香（大場なな 役)            | 第5 - 7・9 - 14回           |                              |
| 相羽あいな（西條クロディーヌ 役） | 第2・4・6・9・14回          |                              |
| 生田輝（石動双葉 役）             | 第3・5・8 - 10・14・15回    |                              |
| 伊藤彩沙（花柳香子 役）           | 第3・8・9・14回             |                              |
| ゲスト                            |                             |                              |
| 工藤晴香（鶴姫やちよ 役）         | 第12回                      |                              |
| 古川知宏（アニメ版監督）          | 第14回                      |                              |

### 少女☆歌劇 ラジオスタァライト
2018年4月9日よりラジオ大阪にて毎週月曜日0時30分（日曜深夜）に放送中のラジオ番組。HiBiKi Radio Stationでも配信中（毎週月曜日更新、アーカイブ配信あり）。2023年8月14日、第275回分をもって放送終了。2023年夏からシークフェルトのえ～でるラジオと統合してリニューアル予定。パーソナリティは愛城華恋役の小山百代と星見純那役の佐藤日向。

### シークフェルトのえ～でるラジオ
『少女☆歌劇 レヴュースタァライト -Re LIVE-』のラジオ番組。2019年1月28日から2023年8月14日までHiBiKi Radio Stationで毎週月曜日更新で配信された。パーソナリティは雪代晶役の野本ほたると鶴姫やちよ役の工藤晴香。

### 真矢クロ ミッドナイトレヴュー
2018年8月17日より、YouTube Liveで配信が開始された期間限定番組。アニメの放送開始前（金曜0時以降）に、出演者がトークを行う。MCは天堂真矢役の富田麻帆と西條クロディーヌ役の相羽あいな。2020年5月10日のおうちでスタリラ祭にて、特別編で復活し、「復刻 真矢クロミッドナイト？レヴュー」として、ゲストに三森すずこ、岩田陽葵、伊藤彩沙を招いて配信された。

### 月刊ブシロードTV with スタァライト & ヴァンガード
2019年4月6日より、TOKYO MXで放送中の番組。MCは愛城華恋役の小山百代と西條クロディーヌ役の相羽あいな。開始当初は「月刊ブシロードTV with スタァライト & BanG Dream！」のタイトルで放送されていたが、2020年1月12日より現在のタイトルに変更された。詳細は月刊ブシロードTV参照。

## 書誌情報
特記事項がない限り原作はブシロード／ネルケプランニング／キネマシトラスが担当。

### 漫画
アニメ版のコミカライズは少女☆歌劇 レヴュースタァライト (アニメ)#漫画を参照。
舞台 レヴュースタァライト -The LIVE- SHOW MUST GO ON
月刊ブシロード2018年2月号より2019年1月号まで連載。ミュージカル『少女☆歌劇 レヴュースタァライト -The LIVE- #1』のコミカライズ作品。漫画は綾杉つばきが担当。紙単行本はKADOKAWAから発売。
1. 2018年6月27日発売
2. 2019年3月8日発売

舞台 少女☆歌劇 レヴュースタァライト -The LIVE-#2 Transition
月刊ブシロード2019年2月号より12月号まで連載。ミュージカル『少女☆歌劇 レヴュースタァライト -The LIVE- #2 Transition』のコミカライズ作品。漫画は他のミュージカル版コミカライズと同様に綾杉つばきが担当。紙単行本はKADOKAWAから発売。
上．2019年6月8日発売
下．2019年12月7日発売
舞台 少女☆歌劇 レヴュースタァライト -The LIVE 青嵐- BLUE GLITTER
月刊ブシロード2021年5月号より2022年5月号まで連載。ミュージカル『少女☆歌劇 レヴュースタァライト -The LIVE 青嵐- BLUE GLITTER』のコミカライズ作品。漫画は他のミュージカル版コミカライズと同様に綾杉つばきが担当。紙単行本は上巻はKADOKAWAから発売、下巻はブシロードクリエイティブから発売。
上．2022年2月8日発売
下．2022年10月6日発売
少女☆歌劇 レヴュースタァライト 再会Eyes～74th
コミックブシロードWEBにて2021年9月10日より12月10日まで連載。舞台 青嵐公演 BDに収録された三浦香の書き下ろし小説のコミカライズ。漫画は舞台版コミカライズから引き続き綾杉つばきが担当。紙単行本はブシロードクリエイティブから発売。
- 2022年10月6日発売

よんこま すたぁらいと
月刊ブシロード2018年2月号より2021年5月号まで連載。漫画は巻々廻が担当。四コマ漫画。登場キャラクターはデフォルメ化されている。紙単行本はKADOKAWAから発売。
1. 2019年3月8日発売
2. 2020年3月6日発売
3. 2021年5月8日発売

### 連載
- Webオーディション企画「スタァ・オーディション」  - G'sマガジン.comにて2017年6月22日から8月3日まで連載していた。隔週木曜日更新、全4回[74]。
- イラストストーリー「秘密のSchool Days」 - 電撃G's magazine2017年8月号より連載開始[74]。

### その他
少女☆歌劇 レヴュースタァライト -Re LIVE- ビジュアルブック
アプリゲームのリリース2周年を記念したビジュアルブック。2020年10月22日発売。

## スタァライト九九組
スタァライト九九組（スタァライトくくぐみ）はメディアミックス作品『少女☆歌劇 レヴュースタァライト』のメインキャスト9人によるユニット。

### ディスコグラフィ

#### シングル
舞台主題歌シングルはCD（ミュージカル）を参照。
| #   | 発売日        | タイトル                 | 規格品番   | 最高位 | 備考                   |
| --- | ------------- | ------------------------ | ---------- | ------ | ---------------------- |
| 1st | 2017年9月20日 | プロローグ -Star Divine- | PCCG-01633 | 18位   |                        |
| -   | 2017年9月22日 | プリンシパル -Fancy You- | BRCG-00053 | -      | 会場およびきゃにめ限定 |
| 2nd | 2018年3月7日  | スタァライトシアター     | PCCG-01641 | 34位   |                        |
| 3rd | 2018年7月18日 | 星のダイアローグ         | PCCG-70432 | 16位   | アニメOP               |
| 4th | 2018年8月1日  | Fly Me to the Star       | PCCG-01703 | 27位   | アニメED               |
| 5th | 2019年1月9日  | 約束タワー               | PCCG-70445 | 5位    |                        |
| 6th | 2019年8月7日  | Star Diamond             | PCCG-01787 | 10位   | Blu-ray付き豪華盤      |
| 6th | 2019年8月7日  | Star Diamond             | PCCG-01788 | 10位   | 通常盤                 |
| 7th | 2020年2月19日 | Star Parade              | PCCG-01863 | 6位    |                        |
| 8th | 2021年6月30日 | 私たちはもう舞台の上     | PCCG-02035 | 13位   | 劇場版主題歌           |

#### アルバム
| 発売日        | タイトル                                       | 規格品番   | 最高位 | 備考       |
| ------------- | ---------------------------------------------- | ---------- | ------ | ---------- |
| 2020年9月9日  | 再生讃美曲                                     | PCCG-01919 | 7位    | 初回限定盤 |
| 2020年9月9日  | 再生讃美曲                                     | PCCG-01914 | 7位    | 通常盤     |
| 2021年3月24日 | ｢少女☆歌劇 レヴュースタァライト｣ベストアルバム | PCCG-01983 | 15位   | 初回限定盤 |
| 2021年3月24日 | ｢少女☆歌劇 レヴュースタァライト｣ベストアルバム | PCCG-01984 | 15位   | 通常盤     |
| 2021年3月24日 | ｢少女☆歌劇 レヴュースタァライト｣ベストアルバム | SCCG-00069 | 15位   | きゃにめ盤 |

### ライブ

#### 単独ライブ
昼夜2部制での公演を行っている。
|     | 出演日             | タイトル                                                                | 会場                                    | 出演者                                                                                           |
| --- | ------------------ | ----------------------------------------------------------------------- | --------------------------------------- | ------------------------------------------------------------------------------------------------ |
| 1st | 2018年6月23日      | 1stスタァライブ“Starry Sky”                                             | 八王子オリンパスホール（東京都）        | スタァライト九九組                                                                               |
| 2nd | 2018年12月22日     | 2ndスタァライブ”Starry Desert”                                          | パシフィコ横浜 国立大ホール（神奈川県） | スタァライト九九組 シークフェルト音楽学院（オープニングアクト）                                  |
|     | 2019年3月31日      | オーケストラライブ”Starry Konzert”                                      | 中野サンプラザ（東京都）                | スタァライト九九組                                                                               |
| 3rd | 2019年11月3日      | 3rdスタァライブ”Starry Diamond”                                         | 横浜アリーナ（神奈川県）                | スタァライト九九組 シークフェルト音楽学院（2部） 凛明館女学校（2部） フロンティア芸術学校（2部） |
|     | 2022年2月6日       | 「劇場版 少女☆歌劇 レヴュースタァライト」オーケストラコンサート         | 幕張メッセ 幕張イベントホール（千葉県） | 生田を除く8人での出演                                                                            |
|     | 2023年1月7日       | 「劇場版 少女☆歌劇 レヴュースタァライト」オーケストラコンサート revival | パシフィコ横浜国立大ホール（神奈川県）  | スタァライト九九組                                                                               |
|     | 2023年11月4日、5日 | 「少女☆歌劇 レヴュースタァライト」バンドライブ "Starry Session” revival | 幕張メッセ 幕張イベントホール（千葉県） | スタァライト九九組                                                                               |
| 4th | 2025年1月2日、3日  | 4thスタァライブ ”Starry Ocean”                                          | TOKYO DOME CITY HALL（東京都）          | 三森を除く8人での出演                                                                            |

#### ライブBD
舞台版Blu-rayはBD（ミュージカル）を参照。
| 発売日        | タイトル                                     | 規格品番   | 備考       |
| ------------- | -------------------------------------------- | ---------- | ---------- |
| 2019年4月17日 | 2ndスタァライブ”Starry Desert” Blu-ray       | PCXP-50639 |            |
| 2020年3月18日 | 3rdスタァライブ”Starry Diamond” Blu-ray      | PCXP-50703 |            |
| 2022年9月21日 | オーケストラコンサート Blu-ray               | PCXP-50901 | 初回限定版 |
| 2022年9月21日 | オーケストラコンサート Blu-ray               | PCXP-50902 | 通常版     |
| 2023年7月26日 | オーケストラコンサート revival Blu-ray       | PCXP-50987 | 初回限定版 |
| 2023年7月26日 | オーケストラコンサート revival Blu-ray       | PCXP-50988 | 通常版     |
| 2024年7月24日 | バンドライブ“Starry Session” revival Blu-ray | PCXP-51077 | 完全版     |
| 2024年7月24日 | バンドライブ“Starry Session” revival Blu-ray | PCXP-51075 | DAY1       |
| 2024年7月24日 | バンドライブ“Starry Session” revival Blu-ray | PCXP-51076 | DAY2       |
| 2025年7月30日 | 4thスタァライブ ”Starry Ocean” Blu-ray       | PCXP-51177 | 初回限定版 |
| 2025年7月30日 | 4thスタァライブ ”Starry Ocean” Blu-ray       | PCXP-51178 | 通常版     |

#### 合同ライブ等
| 出演日         | タイトル                                             | 会場                               | 備考                                        |
| -------------- | ---------------------------------------------------- | ---------------------------------- | ------------------------------------------- |
| 2017年11月26日 | P's LIVE! 05 Go! Love&Passion !!〜                   | 横浜アリーナ（神奈川県）           |                                             |
| 2018年7月17日  | THE THIRD(仮)2nd Live                                | マイナビBLITZ赤坂（東京都）        | オープンングアクト                          |
| 2018年8月18日  | TBSアニメフェスタ2018                                | 文京シビックホール（東京都）       |                                             |
| 2018年8月25日  | Animelo Summer Live 2018 "OK!"                       | さいたまスーパーアリーナ（埼玉県） |                                             |
| 2018年11月17日 | ANIMAX MUSIX 2018 YOKOHAMA supported by ひかりTV     | 横浜アリーナ（神奈川県）           | 佐藤、生田を除く7人での出演                 |
| 2018年12月31日 | ゆく桃くる桃 〜第2回 ももいろ歌合戦〜                | パシフィコ横浜（神奈川県）         |                                             |
| 2019年4月28日  | アニサマワールド in ニコニコ超会議2019               | 幕張メッセ国際展示場（千葉県）     | 小山、富田、岩田、小泉、生田の5人による出演 |
| 2019年8月31日  | Animelo Summer Live 2019 -STORY-                     | さいたまスーパーアリーナ（埼玉県） |                                             |
| 2019年10月5日  | BILIBILI WORLD 2019 上海                             | 上海新国際博覧中心                 | 三森を除く8人での出演                       |
| 2019年11月23日 | ANIMAX MUSIX 2019 YOKOHAMA                           | 横浜アリーナ（神奈川県）           |                                             |
| 2021年8月28日  | Animelo Summer Live 2021 -COLORS-                    | さいたまスーパーアリーナ（埼玉県） |                                             |
| 2022年11月13日 | ブシロード15周年記念ライブinベルーナドーム           | ベルーナドーム （埼玉県）          | 生田を除く8人での出演                       |
| 2023年8月26日  | Animelo Summer Live 2023 -AXEL-                      | さいたまスーパーアリーナ（埼玉県） |                                             |
| 2024年8月20日  | ネルケプランニング30th ANNIVERSARY『ネルフェス2024』 | 日本武道館（東京都）               | 三森を除く8人での出演                       |
| 2025年3月9日   | P's LIVE! 08 〜P's GR∞VE〜                           | LINE CUBE SHIBUYA（東京都）        | 三森を除く8人での出演                       |

### テレビ出演
- MUSIC FAIR（2019年3月2日放送[93] - フジテレビ [注 13]）
- 第2回ももいろ歌合戦（2018年12月31日、BS日テレ・フジテレビNEXT・ニッポン放送ほか）
- アニソン!プレミアム!（2020年5月10日放送[94] - NHK BSプレミアム）

## コラボレーション
コラボレーションされた作品・店舗を記す。アプリゲームがコラボレーションした作品は上部（#当ゲーム内でのコラボ）参照。
ゲーム
- トリプルモンスターズ - 2018年7月17日から31日まで開催。メインキャラクター9名が登場した[95]。
- 刀使ノ巫女 刻みし一閃の燈火 - 2019年5月1日から5月21日まで開催。メインキャラクター9名とキリンが登場した他、コラボ衣装を纏った刀使ノ巫女のキャラクターと、華恋、真矢、まひる、双葉、香子、クロディーヌのカードが入手可能だった[96]
- オンゲキ SUMMER - 2019年8月22日から9月25日まで開催。イベントチャプターで、各キャラクターのカードが入手可能だった[97]。
- 戦姫絶唱シンフォギアXD UNLIMITED - 開催。シンフォギアのキャラクターと真矢とクロディーヌが共演して2人の専用コスチュームに合わせて2人がシンフォギアの楽曲『不死鳥のフランメ』のカバーが披露される。更に。その後、2021年3月31日からシンフォギアXDの史上初の双方向コラボが行われ華恋、ひかり、ななが登場してシンフォギア主要キャラが舞台少女達を模したオリジナル装備を使用する。

カフェ
- 少女☆歌劇 レヴュースタァライトカフェ - 2018年10月19日から11月18日までコラボカフェを開催[98][99]。

## パチンコ・パチスロ
パチンコ
- P少女☆歌劇 レヴュースタァライト ラッキートリガー4500（2025年4月、豊丸産業）[100]

パチスロ
- L少女☆歌劇 レヴュースタァライト -The SLOT-（2025年3月、オーイズミ）[101]